# Ohresee
Der Ohresee ist ein künstlich angelegtes, von der Ohre gespeistes Gewässer in Brome (Niedersachsen). Er besteht aus dem „Kleinen Ohresee“ und dem „Großen Ohresee“.

## Geographie
Die beiden Seen liegen am Rand des Kernorts des Fleckens Brome. Der obere Kleine Ohresee  liegt etwa in Nordwest-Südost-Richtung; er ist rund 300 Meter lang und knapp 100 Meter breit. Der Große Ohresee misst ebenfalls rund 300 Meter in der Länge, ist aber etwa 180 Meter breit. Er liegt etwa in West-Ost-Richtung, nur durch einen Übergang mit Wehr vom oberen See getrennt. Am Kleinen Ohresee befindet sich eine Beobachtungsplattform für Biber. Entlang des gesamten Ufers verlaufen Gehwege.
Die Ohre fließt südlich des Großen Ohresees als Umflut. Das Neubaugebiet „Ohresee“ liegt knapp 100 Meter vom See entfernt. Unmittelbar flussaufwärts liegt das Naturschutzgebiet Ohreaue bei Altendorf und Brome. Unmittelbar flussabwärts liegt an einem künstlich angelegten Flussarm der Naturerlebnisraum „Ohremühlengraben“.

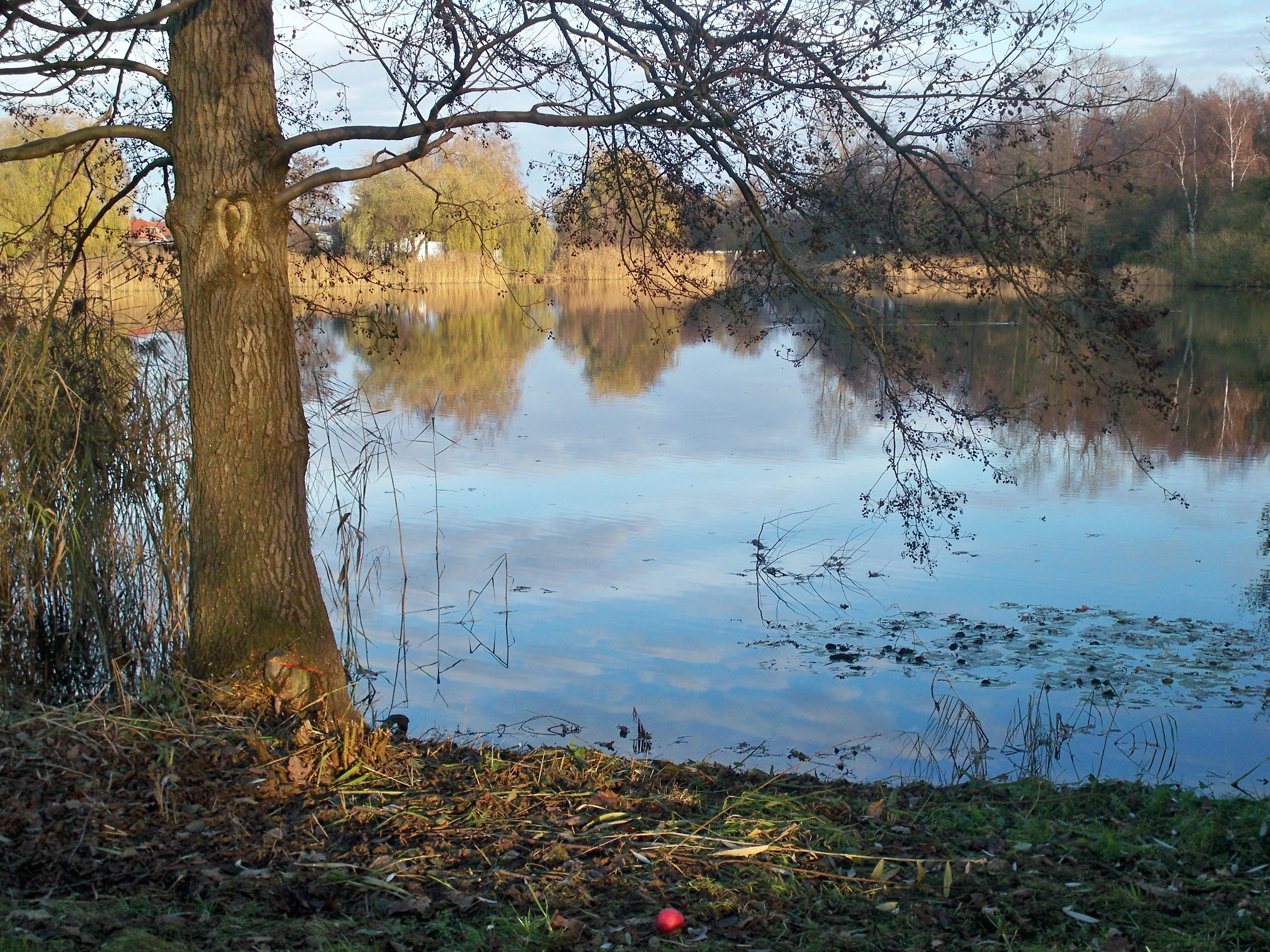
Blick über den Großen Ohresee
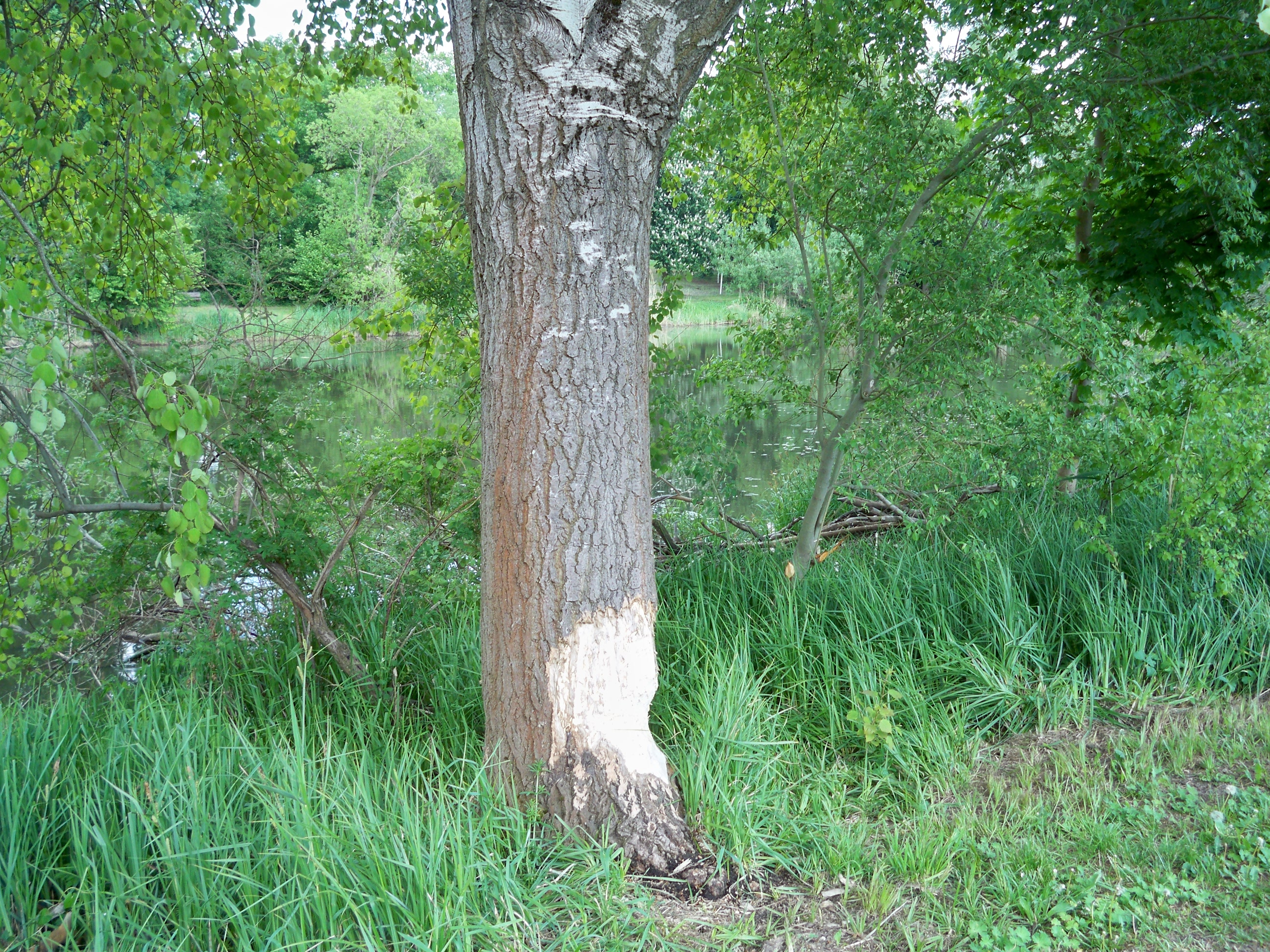
Biberspuren am Kleinen Ohresee

## Geschichte
Bis 1979 war das Gebiet des heutigen Ohresees ein von der Ohre gespeistes Sumpfgebiet. Mit der Anlage der beiden Seen und der Verlegung des Ohrelaufs südlich der beiden Seen wurde es in ein leicht zugängliches Naherholungsgebiet umgestaltet. Zweimal kam es wegen Blaualgenbildung zu Fischsterben. Anfangs wurde versucht, den Sauerstoffgehalt durch Lüftungsschläuche zu erhöhen, der See „kippte“ jedoch erneut um. Ab 2015 bekämpfte man die Algenblüte im Rahmen eines Forschungsprojektes durch Ultraschallgeräte.
In jedem Februar wird seit 2000 die „Bromer Eiswette“ ausgetragen, bei der es darum geht, ob der „Kiepenkerl“, ein Mann mit Kiepe, den Großen Ohresee trockenen Fußes überqueren kann.